# Arquitectura de Nueva York

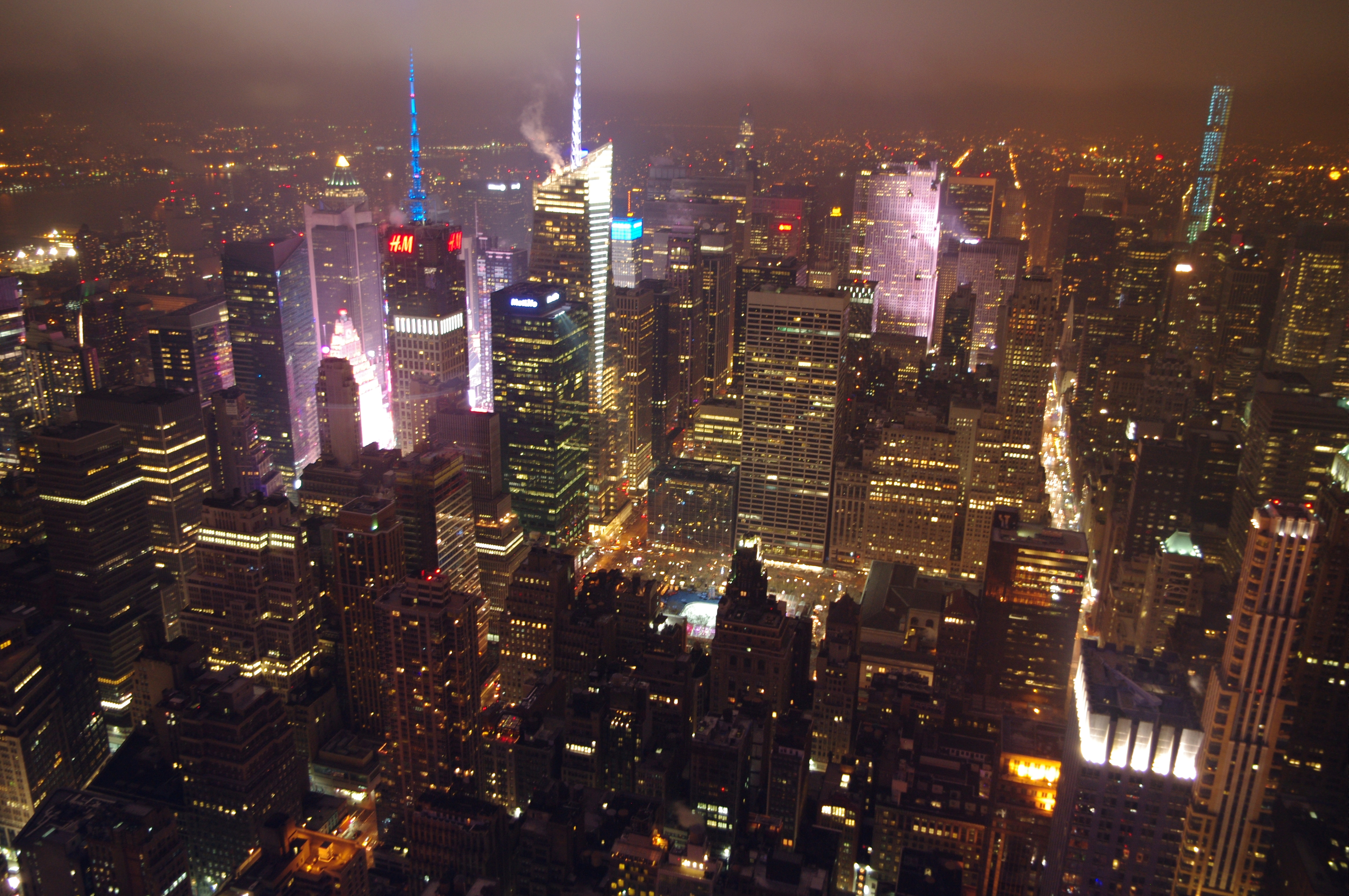
Vista nocturna del skyline de Midtown Manhattan desde el Empire State. Se muestran ejemplos de arquitectura art déco y moderna.

La forma de construcción más estrechamente asociada con Nueva York es el rascacielos, que ha cambiado muchos distritos comerciales y residenciales de edificios bajos a edificios altos. Rodeada por los ríos Hudson y Este, la ciudad ha acumulado una de las colecciones de rascacielos más grandes y variadas del mundo.
Nueva York tiene edificios de gran importancia arquitectónica en una amplia gama de estilos que abarcan distintos períodos históricos y culturales. Estos incluyen el Woolworth Building (1913), un rascacielos de estilo neogótico temprano con detalles arquitectónicos góticos a gran escala. La Ley de Zonificación de 1916 requirió retranqueos en los edificios nuevos, y restringió las torres a un porcentaje del tamaño del lote, para permitir que la luz del sol llegara a las calles de abajo. El diseño art déco del Chrysler Building (1930) y del Empire State Building (1931), con sus remates cónicos y sus agujas de acero, respondían a los requisitos de zonificación. El Chrysler es considerado por muchos historiadores y arquitectos como uno de los mejores de Nueva York, con su ornamentación distintiva, como inserciones de iluminación en forma de V coronadas por una aguja de acero en la corona de la torre. Un ejemplo influyente temprano del estilo internacional en los Estados Unidos es el Seagram Building (1958), distintivo por su fachada que usa vigas en I visibles en tonos bronce para evocar la estructura del edificio. El 4 Times Square es un ejemplo importante de diseño sostenible en los rascacielos estadounidenses.
El carácter de los grandes distritos residenciales de Nueva York a menudo se define por las elegantes casas en hilera, casas adosadas y viviendas de piedra rojiza que se construyeron durante un período de rápida expansión desde 1870 hasta 1930. En contraste, Nueva York también tiene vecindarios que están menos densamente poblados y cuentan con viviendas independientes. En los distritos exteriores, las grandes casas unifamiliares son comunes en varios estilos arquitectónicos, como neotudor y victoriano. Las casas divididas para dos familias también están ampliamente disponibles en los distritos exteriores, por ejemplo, en el área de Flushing.
La piedra y el ladrillo se convirtieron en los materiales de construcción preferidos de la ciudad después de que la construcción de casas con estructura de madera se limitara a raíz del Gran incendio de 1835. A diferencia de París, que durante siglos se construyó a partir de su propio lecho de piedra caliza, Nueva York siempre ha extraído su piedra de construcción de una extensa red de canteras y sus edificios de piedra tienen una variedad de texturas y matices. Una característica distintiva de muchos de los edificios de la ciudad es la presencia de torres de agua montadas en techos de madera. En el siglo XIX, la ciudad requirió su instalación en edificios de más de seis pisos para evitar la necesidad de presiones de agua excesivamente altas en elevaciones más bajas, que podrían reventar las tuberías de agua municipales. Los apartamentos con jardín se hicieron populares durante la década de 1920 en áreas periféricas, incluido Jackson Heights en Queens, que se hizo más accesible con la expansión del metro.

## Concentraciones de edificios

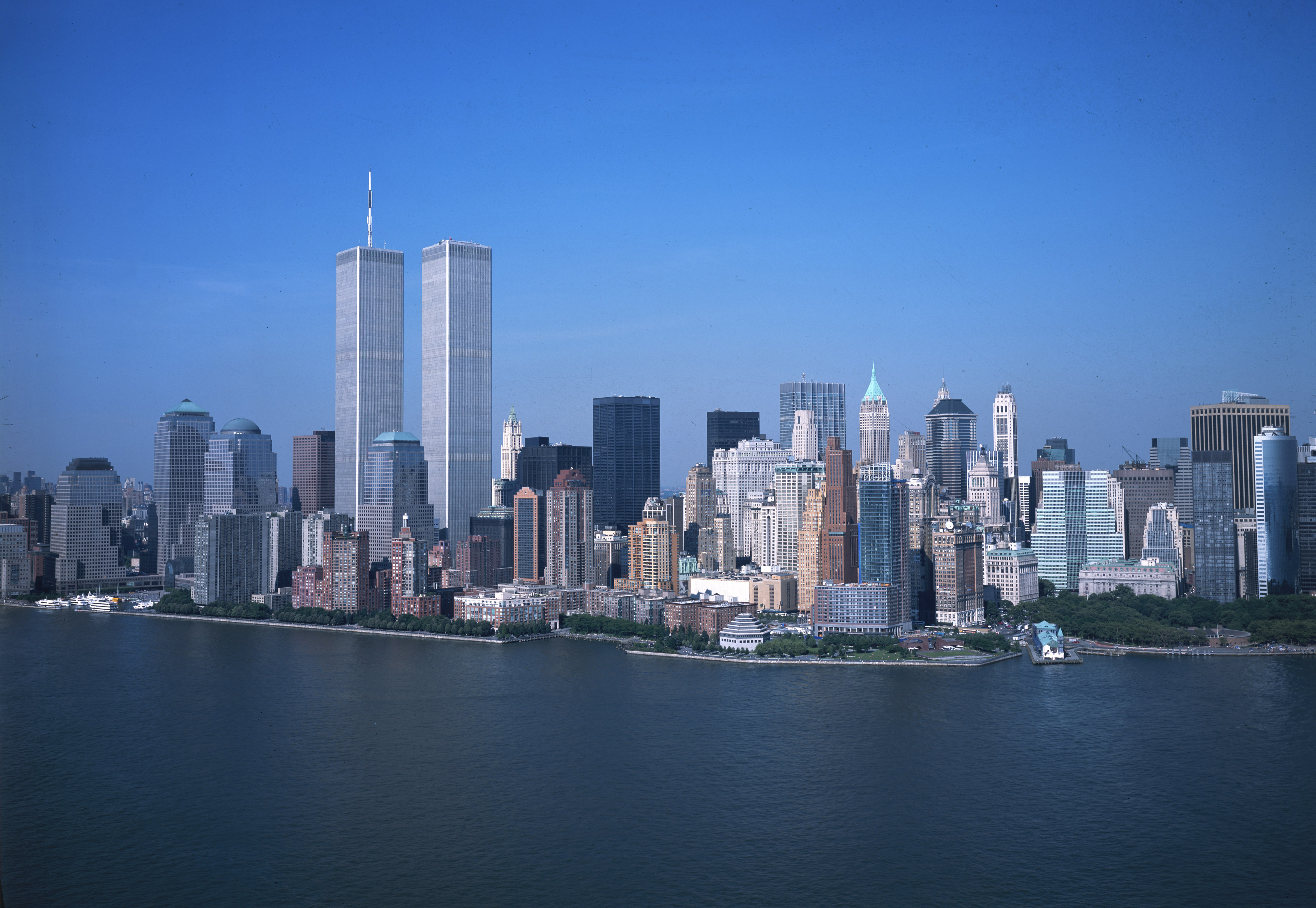
El Lower Manhattan poco antes de los atentados del 11 de septiembre de 2001

Nueva York tiene dos concentraciones principales de edificios de gran altura: Midtown Manhattan y Lower Manhattan, cada uno con su propio horizonte único y reconocible. Midtown Manhattan, el distrito comercial central más grande del mundo, alberga edificios tan notables como el Empire State Building, el Chrysler Building, el Citigroup Center y el Rockefeller Center. El Lower Manhattan comprende el tercer distrito comercial central más grande de los Estados Unidos (después de Midtown y Chicago Loop). Lower Manhattan se caracterizó por la omnipresencia de las Torres Gemelas del World Trade Center desde su finalización en 1973 hasta su destrucción en los atentados del 11 de septiembre de 2001.
En la primera década del siglo XXI, el Lower Manhattan fue reconstruido para incluir el nuevo One World Trade Center. El skyline del centro recibió nuevos diseños de arquitectos como Santiago Calatrava y Frank Gehry. En 2010, se construyó una torre de 43 pisos y 228 m llamada 200 West Street para Goldman Sachs al otro lado de la calle del sitio del World Trade Center.

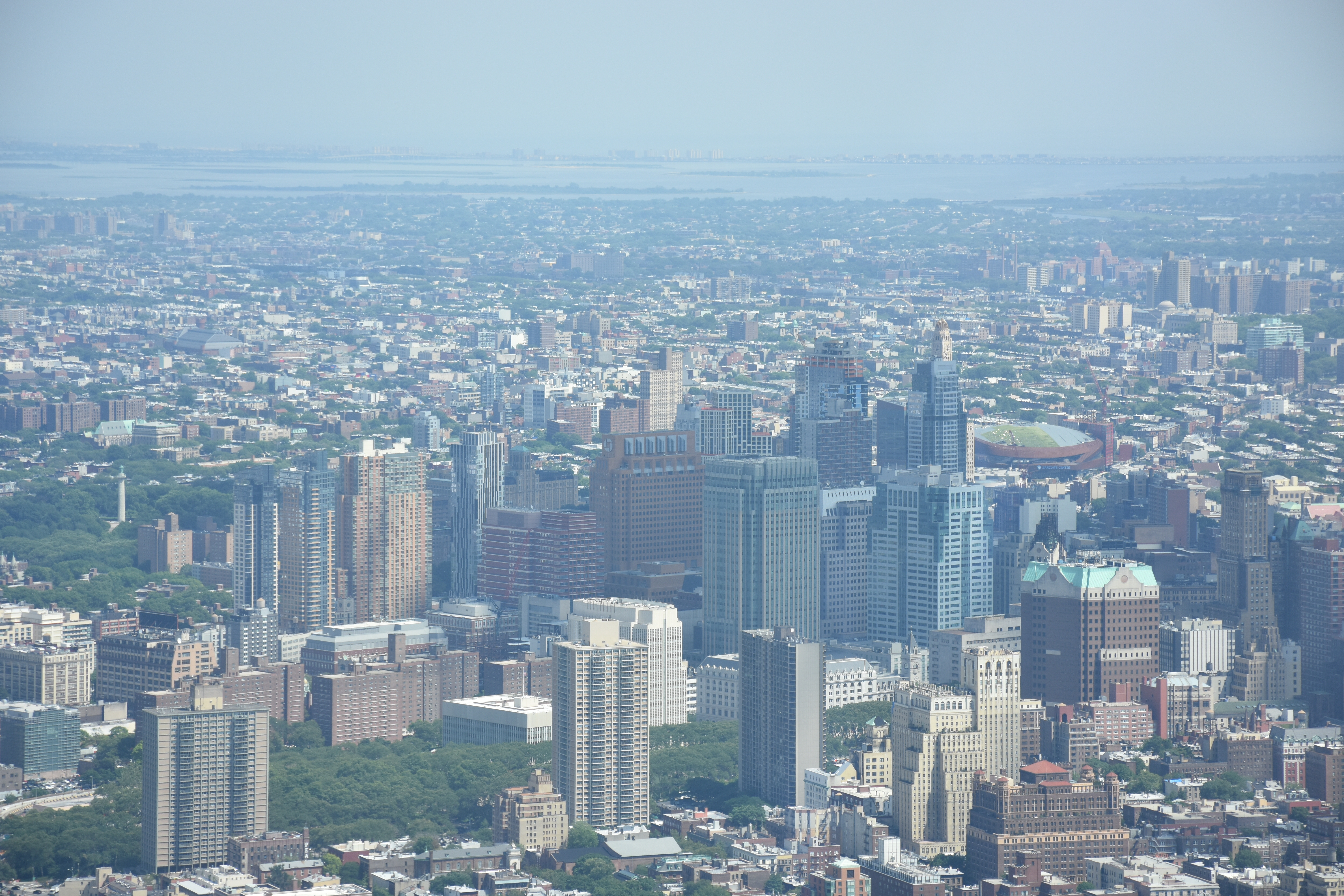
Downtown de Brooklyn ha experimentado un reciente auge en la construcción

Nueva York tiene una larga historia de edificios altos. Ha contado con diez edificios que han tenido el título de edificio más alto del mundo en algún momento de la historia, aunque la mitad han sido demolidos desde entonces. El primer edificio neoyorkino en obtener el reconocimiento de ser el más alto del mundo fue el New York World Building, en 1890. Más tarde, Nueva York tuvo el edificio más alto del mundo durante 75 años continuos, comenzando con el Park Row Building en 1899 y terminando con One World Trade Center tras la finalización de la Torre Willis en 1974. El Park Row Building de 1899, uno de los rascacielos más antiguos del mundo, todavía está en pie.
Los rascacielos de Brooklyn constituyen un tercer horizonte mucho más pequeño. Downtown Brooklyn también está experimentando un gran auge de la construcción, con nuevas torres residenciales de lujo, espacios comerciales y una nueva arena en las etapas de planificación. El boom de la construcción en Brooklyn ha tenido una gran oposición de los grupos cívicos y ambientales locales que sostienen que Brooklyn necesita mantener su escala humana. El distrito de Queens también ha estado desarrollando su propio horizonte en los últimos años con One Court Square (anteriormente Citigroup Building, actualmente el edificio más alto de Nueva York fuera de Manhattan), y el desarrollo de Queens West de varias torres residenciales a lo largo de la costa del East River.
La Ley de Zonificación de 1916 requirió retranqueos en los edificios nuevos y torres restringidas a un porcentaje del tamaño del lote, para permitir que la luz del sol llegue a las calles de abajo.

## Edificios famosos

### Principios delsigloXX

#### Beaux-Arts
La terminal ferroviaria Grand Central Terminal se encuentra en East Midtown, cerca del edificio Chrysler. Fue terminada en 1913 y es la tercera en su sitio. Fue construido en el estilo Beaux-Arts por las firmas Reed y Stem y Warren y Wetmore. Se convirtió en un Monumento Histórico Nacional en 1976.

#### Art déco

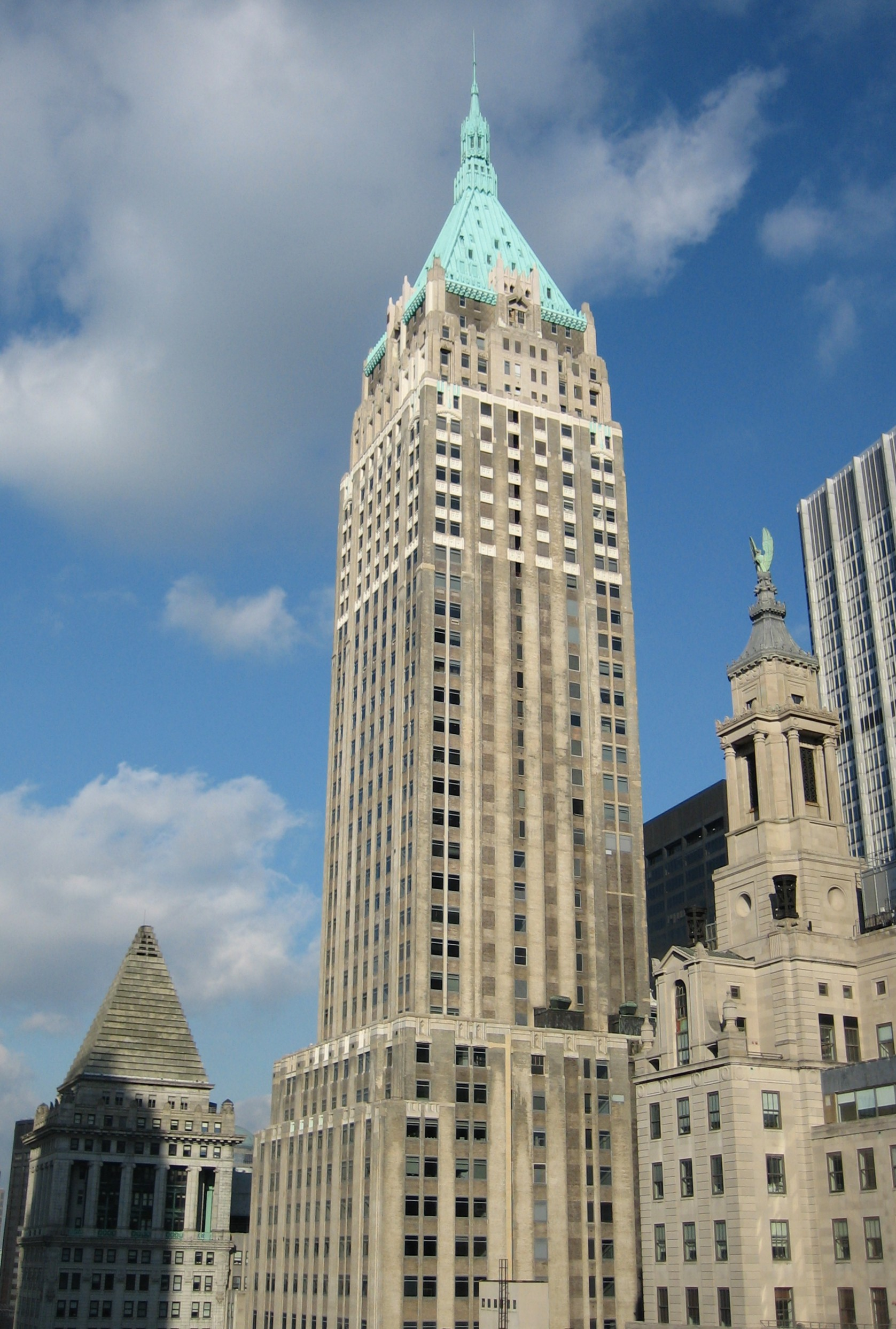
40 Wall Street (1930)

El Empire State Building, un edificio de estilo art déco contemporáneo de 102 pisos en Midtown Manhattan, fue diseñado por Shreve, Lamb and Harmon y terminado en 1931. Fue el edificio más alto del mundo durante 42 años. La torre toma su nombre del apodo del estado de Nueva York. Fue el primer edificio en superar los 100 pisos, y tiene una de las plataformas de observación más visitadas del mundo, que ve alrededor de 4 millones de visitantes al año. Se construyó en 14 meses.
Terminado en 1930, el edificio Chrysler es un símbolo distintivo de Nueva York, con una altura de 319 m en East Midtown, Manhattan. Originalmente construido para Chrysler Corporation, el edificio es actualmente copropiedad de RFR Holding LLC, de Aby Rosen, en una empresa conjunta con el grupo austriaco SIGNA. El Chrysler fue la primera estructura en el mundo en superar el umbral de los 1000 pies.
30 Rockefeller Plaza es un delgado rascacielos art déco y el punto focal del Rockefeller Center. Tiene 259 metros de altura y 70 pisos. Construido en 1933 y originalmente llamado Edificio RCA, más tarde fue llamado Edificio Comcast. El friso sobre la entrada principal fue ejecutado por Lee Lawrie y representa la Sabiduría, junto con una frase de las Escrituras que dice "La sabiduría y el conocimiento serán la estabilidad de tus tiempos", que se encuentra originalmente en el Libro de Isaías, 33: 6.

#### Estilo internacional
The International Style fue una exposición pionera en el Museo de Arte Moderno que cambió por completo el rostro de la arquitectura en Nueva York y el mundo. Mies Van Der Rohe, un foco del espectáculo, luego construyó el Seagram Building en Park Avenue en 53rd Street. Uno de los edificios más importantes para la arquitectura moderna, el edificio Seagram transformó su sitio en el centro de la ciudad, el desarrollo de edificios altos y la historia de la arquitectura. Otros arquitectos replicaron detalles de Seagram en Nueva York y en todo el mundo durante décadas después de su finalización a fines de la década de 1950. Las extrusiones de bronce unidas a los parteluces son un ejemplo de esta tendencia en el diseño de edificios altos y se pueden ver en muchas ciudades.

### Finales delsigloXX

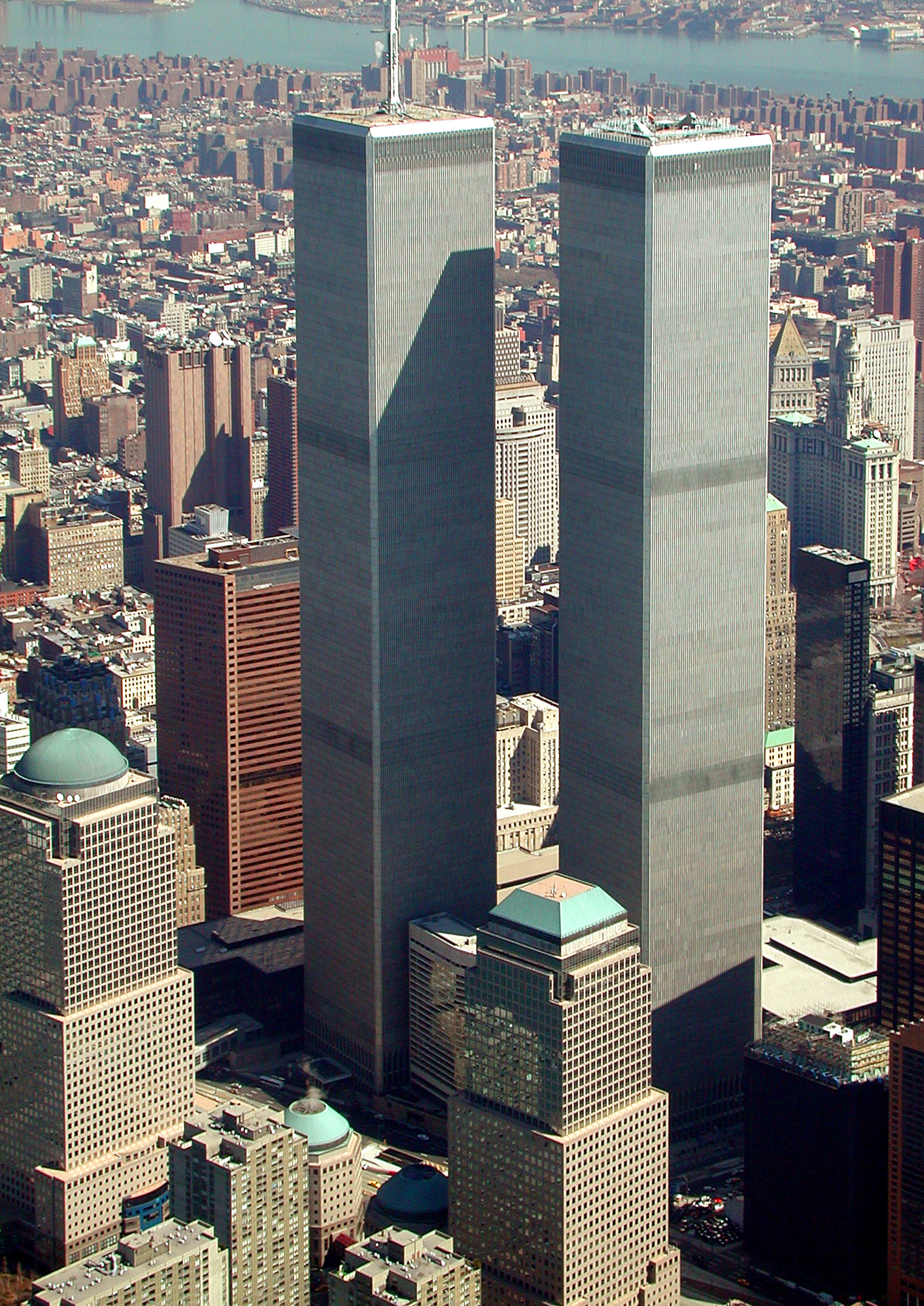
Las Torres Gemelas (1973)

El MetLife Building, antes Edificio Pan Am, era el edificio de oficinas comerciales más grande del mundo cuando se inauguró el 7 de marzo de 1963. Se encuentra directamente al norte de Grand Central Terminal.
Las torres gemelas del World Trade Center fueron los edificios más altos de la ciudad desde 1973 hasta su destrucción en los ataques del 11 de septiembre. Las torres se elevaron 417 m y 415 m respectivamente, ambos de 110 pisos. La antena de 360 pies de la Torre Norte albergaba la mayoría de las comunicaciones de la ciudad, mientras que la Torre Sur albergaba una plataforma de observación popular. Eran los edificios más altos del mundo hasta que se completó la Torre Sears de 1.454 pies de Chicago en 1974.
Citigroup Center es una torre de oficinas de 59 pisos ubicada en 53rd Street y Lexington Avenue en Midtown Manhattan. Se considera uno de los rascacielos más importantes de la posguerra que se erigirá en Nueva York. El llamativo diseño del techo inclinado, la elegante fachada revestida de aluminio y su base sobre cuatro pilotes sobre la  Iglesia Evangélica Luterana de san Pedro, también en el lugar, hicieron del rascacielos un ícono arquitectónico instantáneo. El techo inclinado alberga los sistemas mecánicos y de ventilación del edificio. Los diseñadores se decidieron por una fachada revestida de aluminio para reducir la carga de peso sobre los cimientos del edificio y las estructuras de soporte, ya que todo su peso estaría soportado por pilotes. Para evitar el balanceo, más tarde se agregó un "amortiguador de masa sintonizado" en el techo.

### sigloXXI
Time Warner Center es un rascacielos de uso mixto en Columbus Circle en el Upper West Side de Manhattan. Fue el primer edificio importante que se completó desde los ataques del 11 de septiembre.
El 4 Times Square es un moderno rascacielos en Times Square en Midtown Manhattan y uno de los ejemplos más importantes de diseño ecológico en rascacielos de Estados Unidos. Los enfriadores de absorción de gas que no dañan el medio ambiente, junto con un muro cortina aislante y de sombra de alto rendimiento, garantizan que el edificio no necesite ser calentado o enfriado durante la mayor parte del año. El mobiliario de oficina está fabricado con materiales biodegradables y no tóxicos. El sistema de suministro de aire proporciona un 50 % más de aire fresco que el requerido por el Código de Construcción de la Ciudad de Nueva York, y varios conductos de reciclaje sirven a todo el edificio. Siendo el primer proyecto de su tamaño en emprender estas características en construcción, el edificio ha recibido un premio del American Institute of Architects, así como del AIA New York State.
La Hearst Tower, ubicada en Midtown Manhattan en 300 West 57th Street, es otro ejemplo de la nueva generación de rascacielos de diseño ecológico en Nueva York. Hearst Tower es un rascacielos de construcción de vidrio y acero que descansa sobre la base del edificio Hearst Corporation original de la década de 1920. Hearst Tower se identifica fácilmente por los espectaculares paneles de vidrio triangulares entrelazados diseñados por el arquitecto Norman Foster. Hearst Tower es también el primer rascacielos en Nueva York en recibir la calificación Gold LEED Certified por el US Green Building Council.

## Edificios más altos

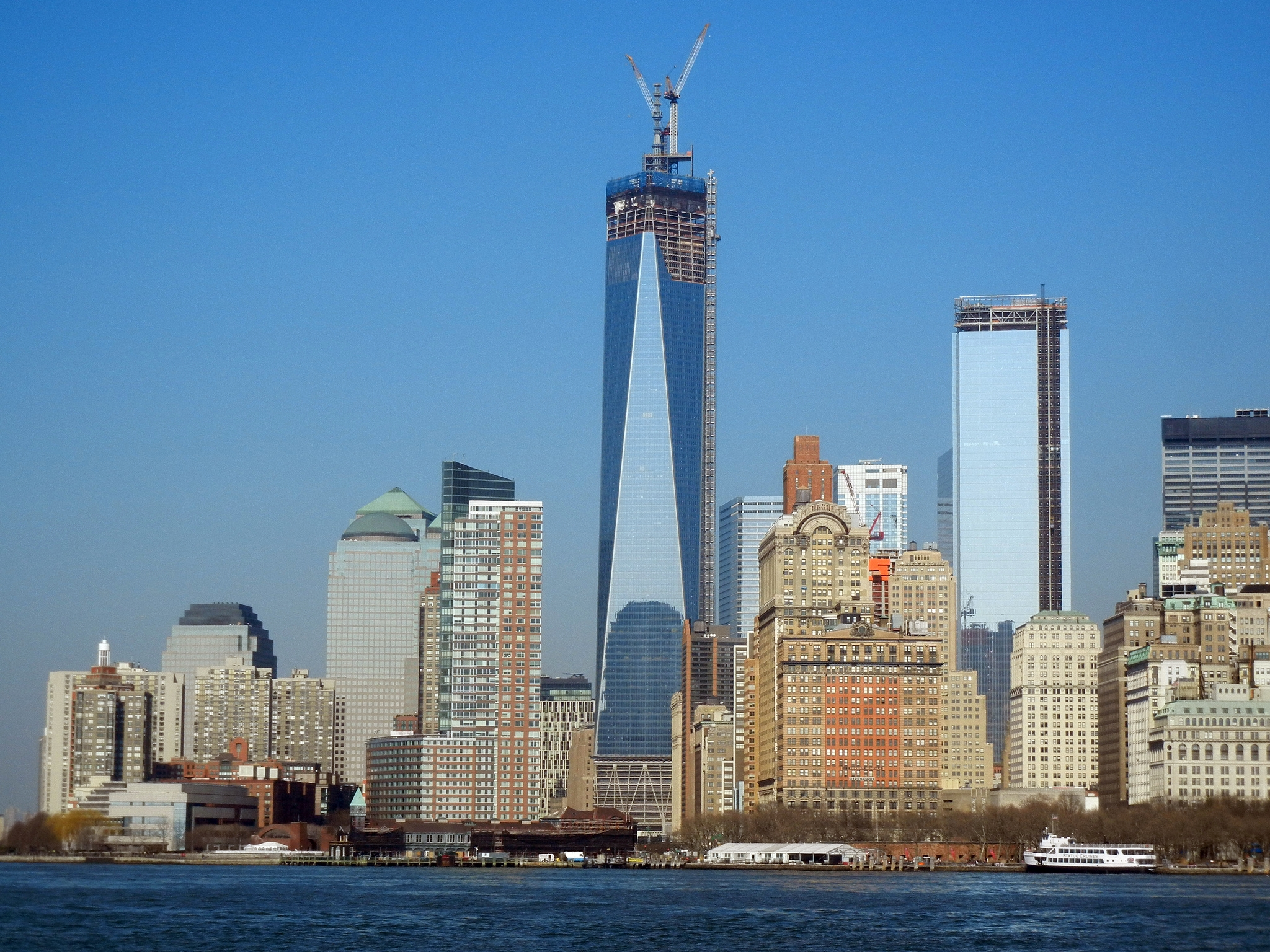
El One World Trade Center en construcción en febrero de 2013.

Nueva York alberga 91 rascacielos que superan los 200 metros de altura, lo que la convierte en la segunda ciudad del mundo con más rascacielos, solo por detrás de Hong Kong. El más alto es el One World Trade Center, con 541 metros. El segundo es el Central Park Tower con 472, y el tercero el 111 West 57th Street, un rascacielos superebelto de 435 metros de altura. El Empire State Building fue el más alto desde 1931 hasta 1971, cuando se finalizó la Torre Norte del World Trade Center. Desde 2003 se han construido 105 edificios que tienen al menos 150 metros de altura.
Los rascacielos se concentran sobre todo en Midtown y Lower Manhattan, aunque también cuentan con algunos rascacielos otros barrios de Manhattan y los boroughs de Brooklyn, Queens y el Bronx. Algunos de ellos tienen incluso alturas superiores a los 200 metros, como el City Point (2019) en Brooklyn, o la Skyline Tower (2021), el Queens Plaza Park (2021) y el One Court Square (1990) en Queens.

## Arquitectura residencial
A medida que Nueva York creció, se expandió desde donde originalmente comenzó en el extremo sur de la isla de Manhattan hacia las áreas circundantes. Con el fin de albergar a la creciente población, las tierras agrícolas y los espacios abiertos en el Upper Manhattan, el Bronx, Queens, Brooklyn y Staten Island se convirtieron en vecindarios de casas de piedra rojiza, edificios de apartamentos, viviendas multifamiliares y unifamiliares.  La densidad de esta nueva construcción generalmente dependía de la proximidad del área y la accesibilidad a Manhattan.

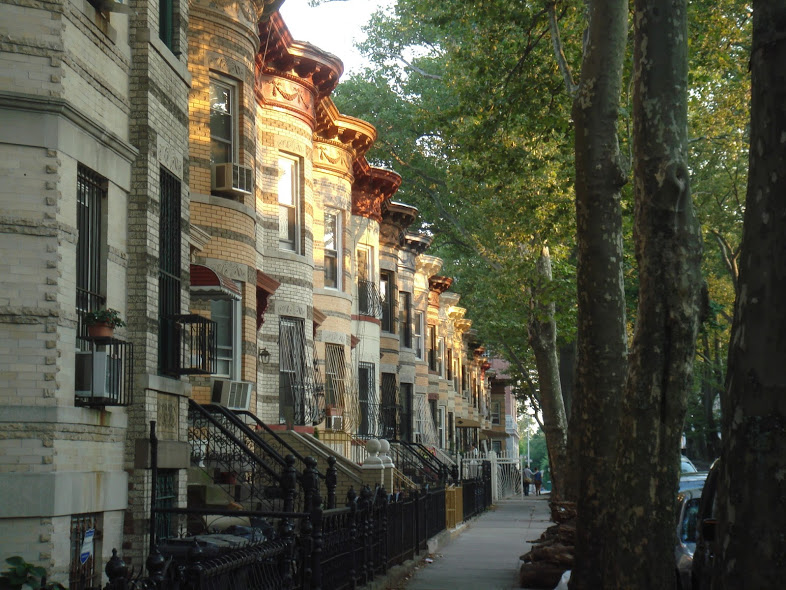
Hileras de casas en Bushwick, Brooklyn.

El desarrollo de estas áreas a menudo fue estimulado por la apertura de puentes y la conexión de distritos a través del transporte público. Por ejemplo, el Puente de Brooklyn se completó en 1883 y conecta Brooklyn y Manhattan a través del East River. Brooklyn Heights, un nabe en el paseo marítimo de Brooklyn, a menudo se acredita como el primer suburbio de los Estados Unidos. El puente permitió un viaje más fácil entre Brooklyn y Manhattan y estimuló la construcción, el desarrollo y la remodelación rápidos. El puente Verrazano-Narrows, terminado en 1964, abrió muchas áreas de Staten Island al desarrollo residencial y comercial, especialmente en las partes central y sur del municipio, que anteriormente habían estado en gran parte sin desarrollar. La población de Staten Island se duplicó de unos 221.000 en 1960 a unos 443.000 en 2000.
Para 1870, la piedra y el ladrillo se habían establecido firmemente como los materiales de construcción de elección, ya que la construcción de casas con armazón de madera se había visto muy limitada a raíz del Gran incendio de 1835. A diferencia de París, que durante siglos se construyó a partir de su propio lecho de piedra caliza, Nueva York siempre ha extraído su piedra de construcción de una red de canteras, a veces bastante distantes, lo que se evidencia en la variedad de texturas y tonos de piedra que se ven en los edificios de la ciudad. En los días previos al ferrocarril, las piedras flotaban por el río Hudson o por la costa atlántica desde pozos en Nueva Inglaterra. Mientras que los trenes traían mármol de Vermont y granito de Minnesota, fue la piedra rojiza de Connecticut la que fue tan popular en la construcción de casas adosadas de Nueva York a fines del siglo XIX que el término piedra rojiza (brownstone ) se convirtió en sinónimo de casa adosada.
A partir de la década de 1950, los proyectos de vivienda pública cambiaron drásticamente la apariencia de la ciudad. Los nuevos complejos residenciales a gran escala (con frecuencia de gran altura) reemplazaron a las comunidades más antiguas, a veces eliminando artefactos y puntos de referencia que ahora se considerarían de valor histórico. Durante este período, muchos de estos nuevos proyectos se construyeron en un esfuerzo hacia la renovación urbana promovido por el famoso urbanista Robert Moses. Los proyectos de vivienda resultantes han sufrido de financiamiento inconsistente, mantenimiento deficiente y alta criminalidad, lo que llevó a muchos a considerar estos proyectos un fracaso. Una característica distintiva de los edificios residenciales (y muchos comerciales) en Nueva York es la presencia de torres de agua montadas en techos de madera, que fueron requeridas en todos los edificios de más de seis pisos por ordenanza de la ciudad en el siglo XIX porque las tuberías de agua municipales no podían soportar la presión extraordinariamente alta necesaria para suministrar agua a los pisos superiores de los edificios de gran altura.

## Puentes y túneles
Nueva York está ubicada en uno de los puertos naturales más grandes del mundo. Los distritos de Manhattan y Staten Island son sus propias islas, mientras que Queens y Brooklyn se encuentran en el extremo oeste de Long Island más grande. Esto precipita la necesidad de una amplia infraestructura de puentes y túneles. Casi todos los puentes principales de la ciudad y varios de sus túneles han batido o establecido récords. Por ejemplo, el Túnel Holland fue el primer túnel vehicular del mundo cuando se inauguró en 1927.
El Puente de Queensboro es una pieza importante de la arquitectura en voladizo. Las torres del Puente de Brooklyn están construidas con piedra caliza, granito y cemento Rosendale. Su estilo arquitectónico es neogótico, con característicos arcos apuntados sobre los pasillos a través de las torres de piedra. Este puente fue también el puente colgante más largo del mundo desde su apertura hasta 1903, y el primer puente colgante de alambre de acero. El Puente de Manhattan, el Throgs Neck, el Robert F. Kennedy y el Verrazzano-Narrows son todos ejemplos de expresionismo estructural.

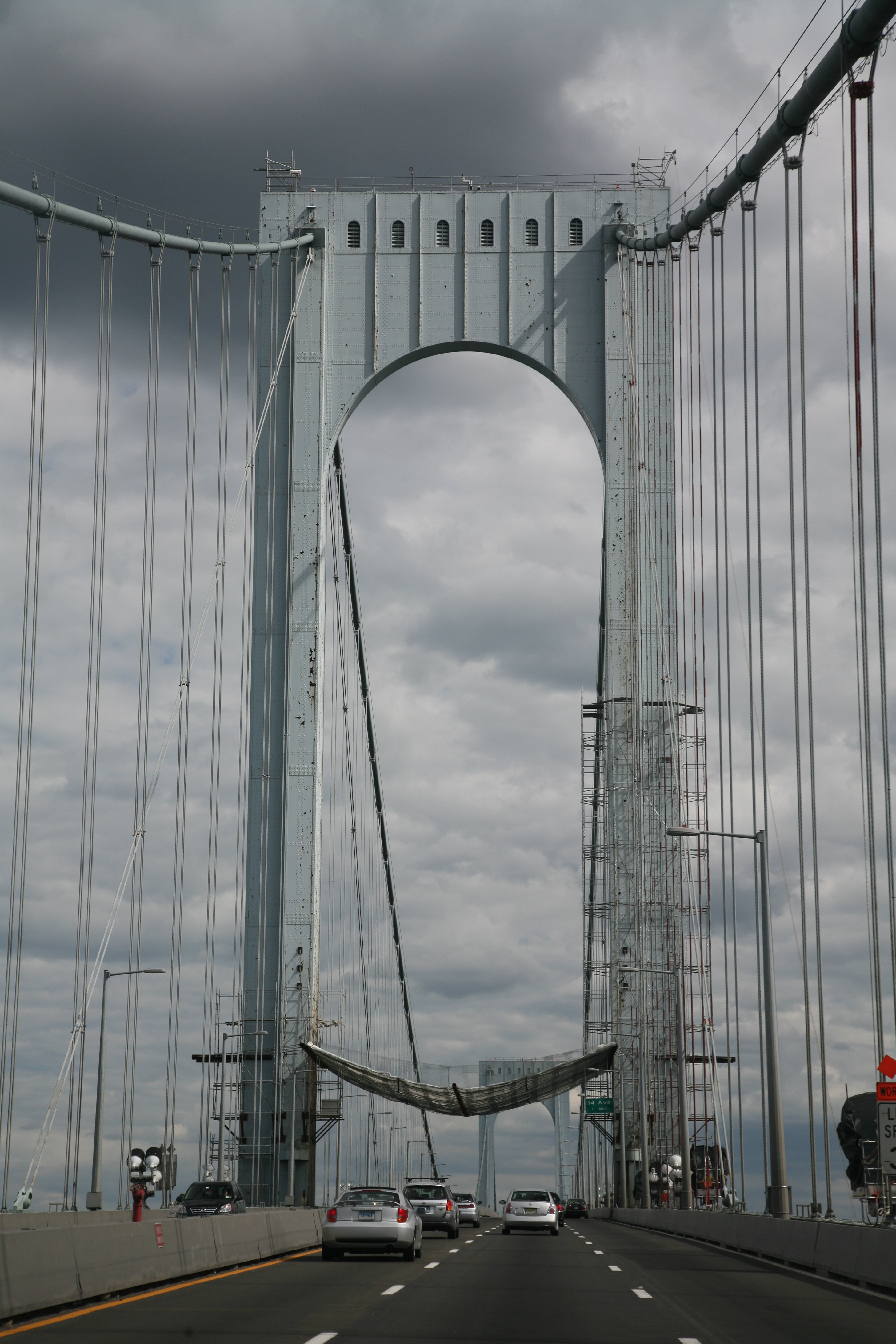
Whitestone Bridge
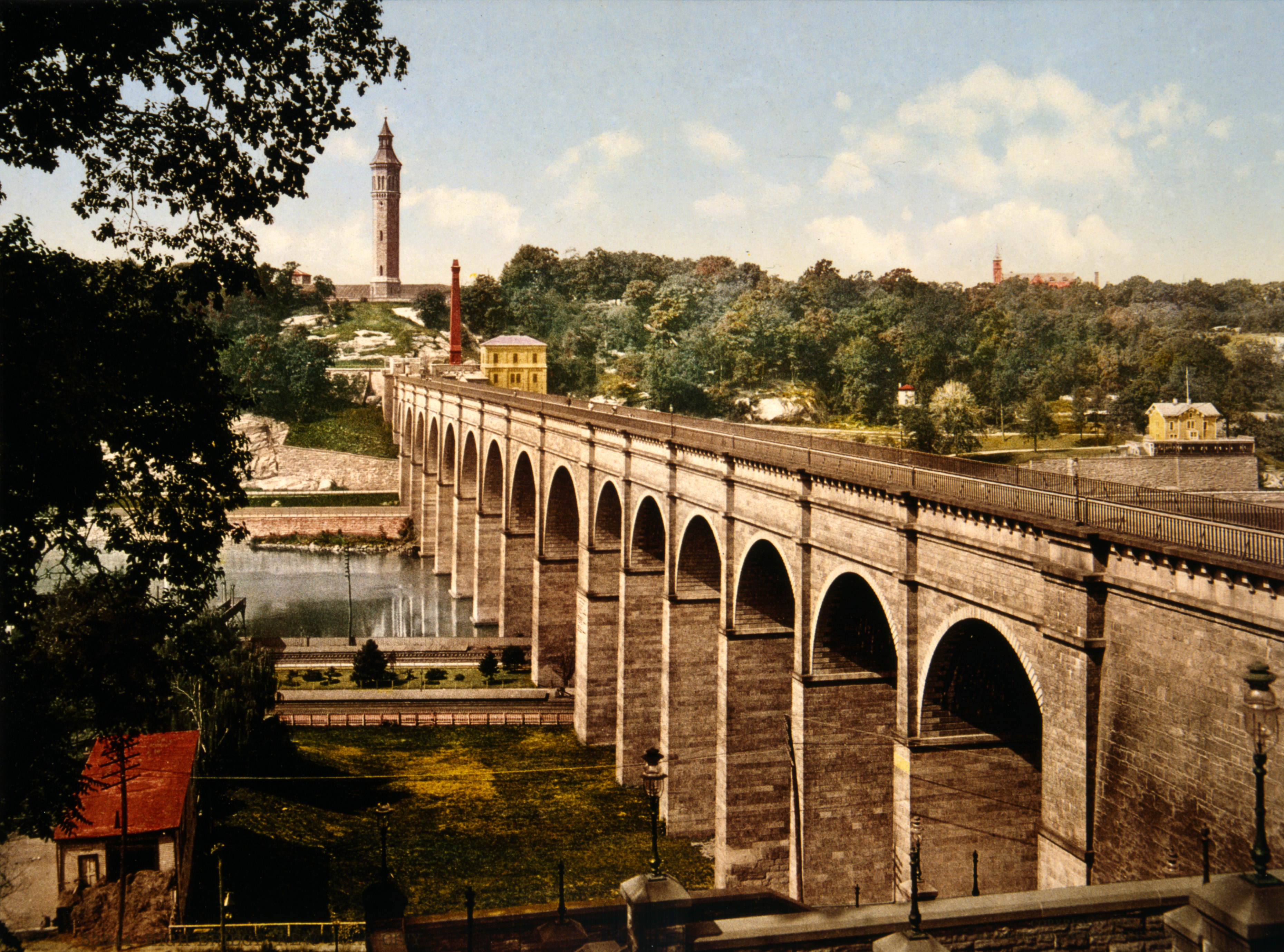
High Bridge
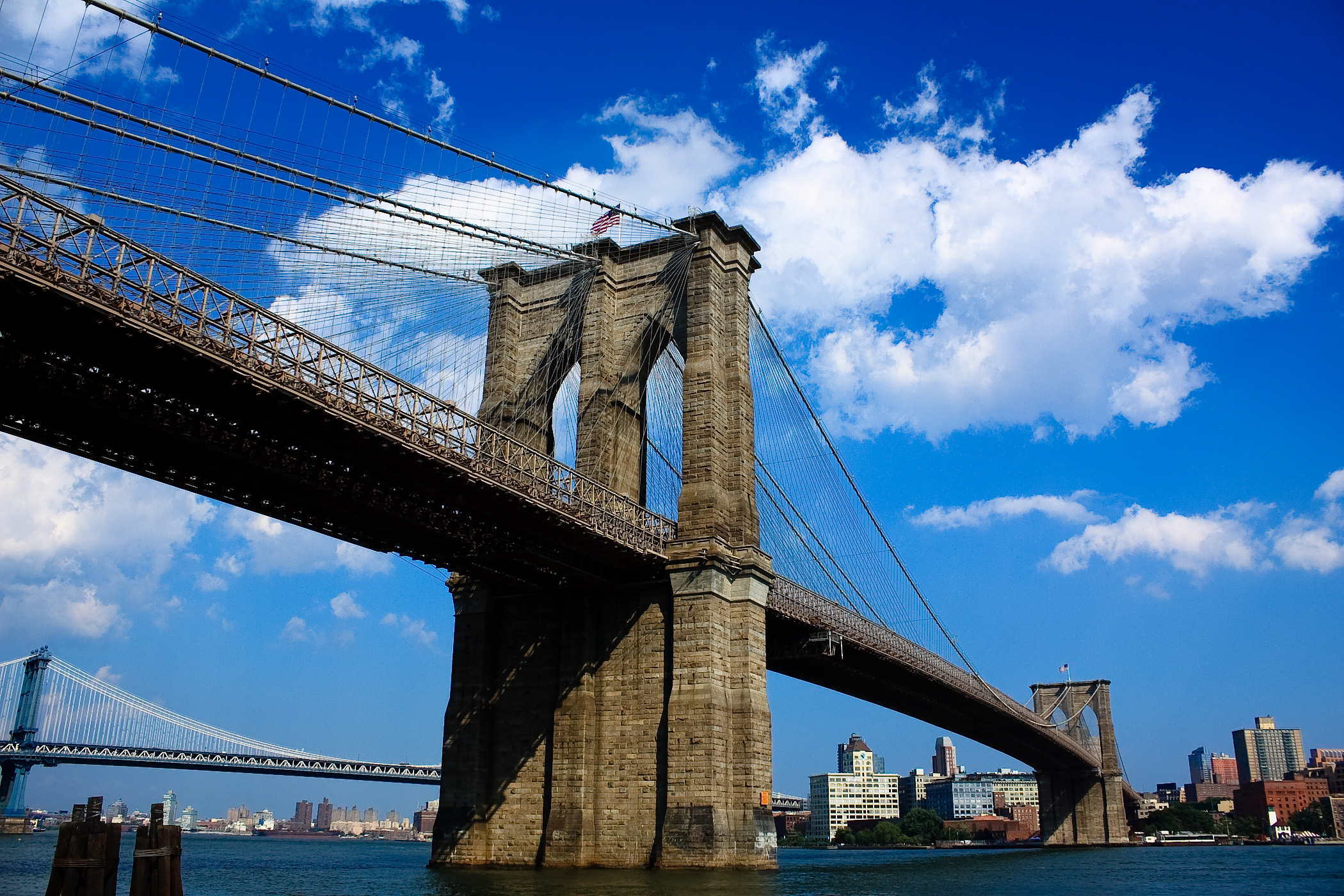
Brooklyn Bridge
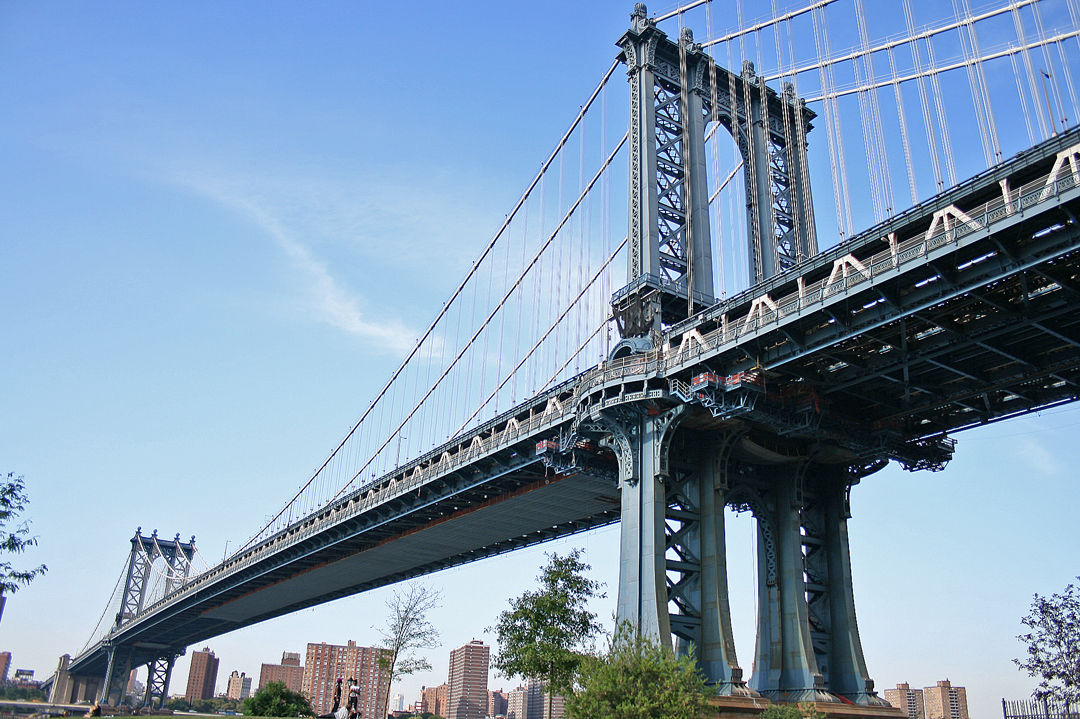
Manhattan Bridge
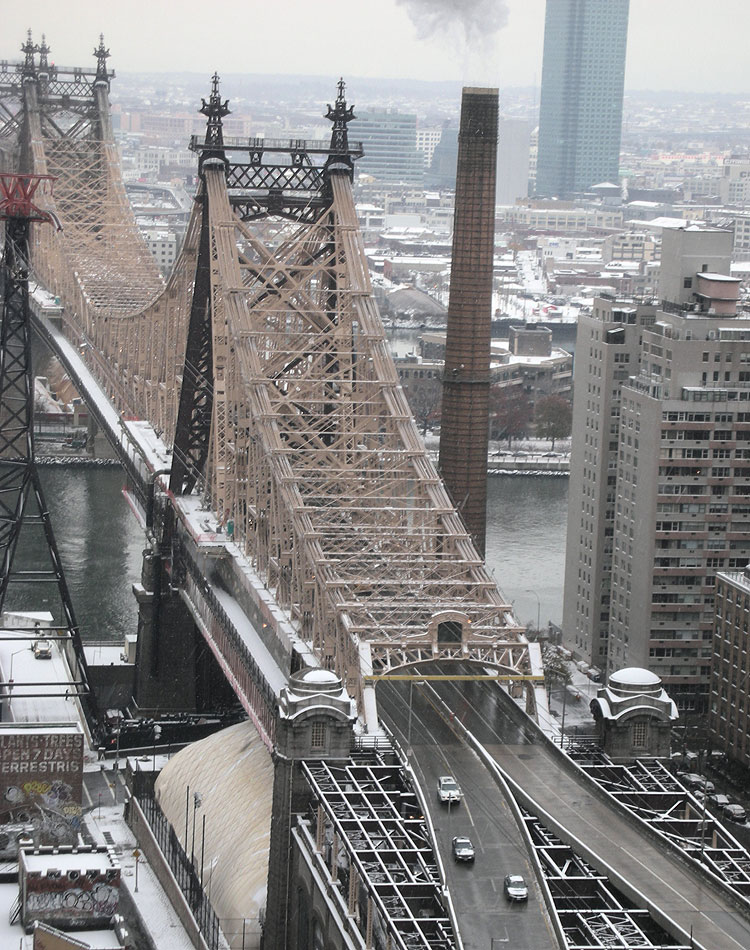
Queensboro Bridge
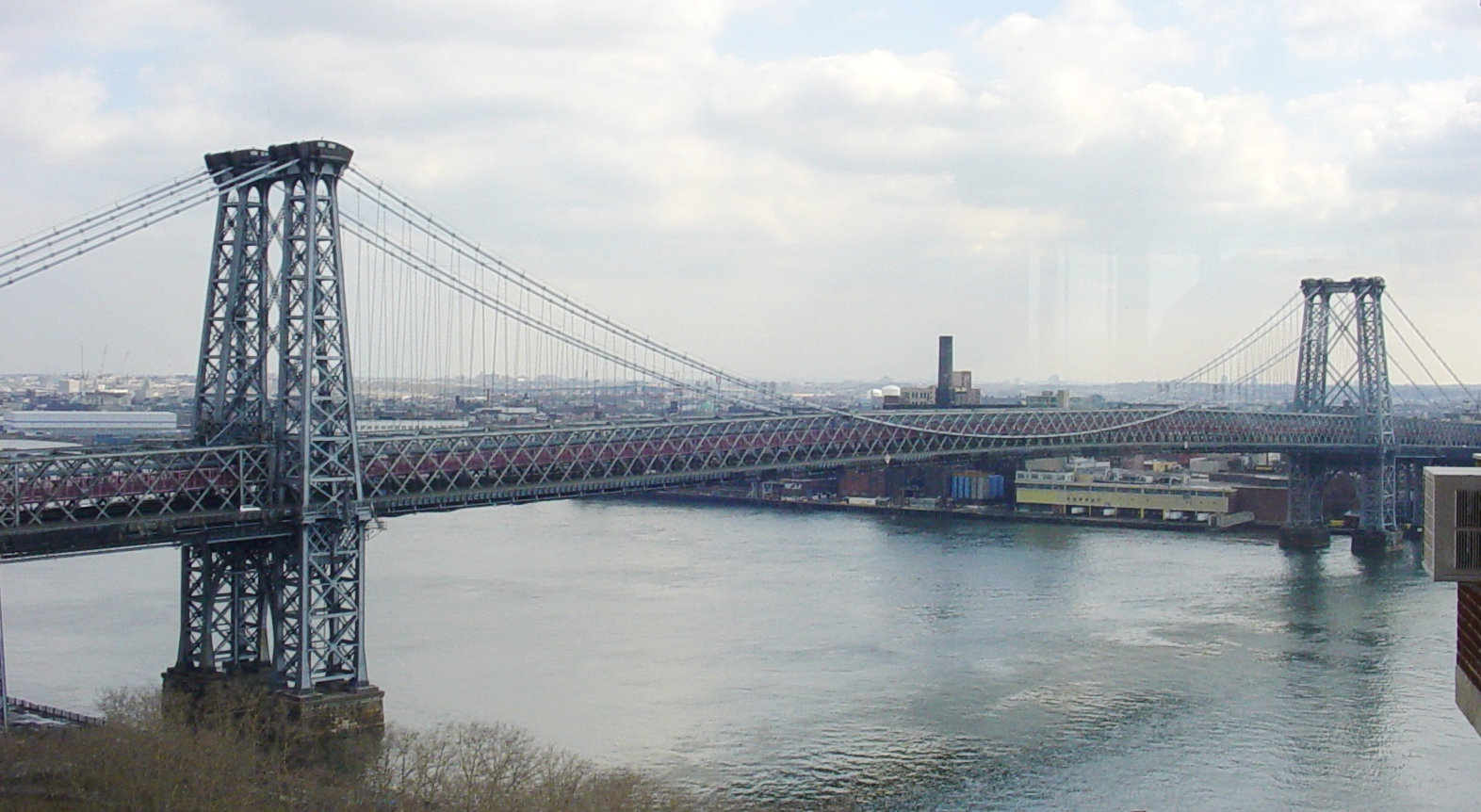
Williamsburg Bridge
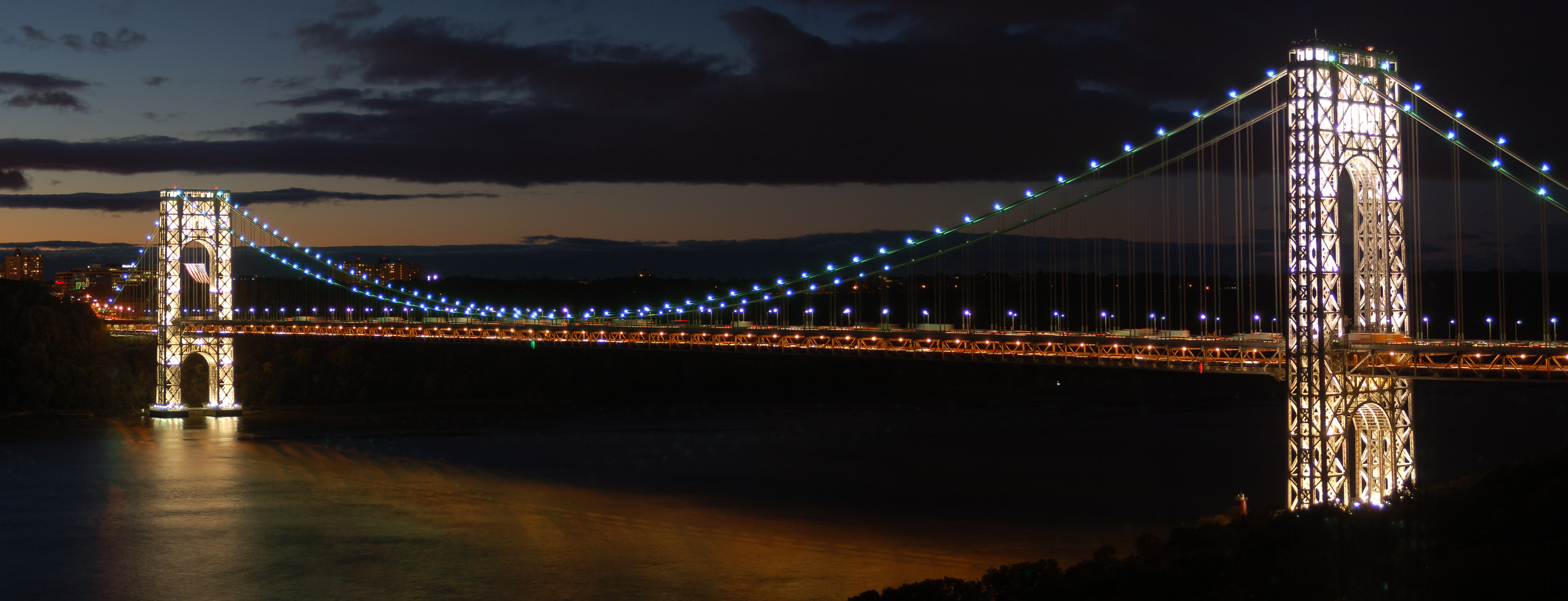
George Washington Bridge

## Malla vial
Formulado en el Plan de los Comisionados de 1811, Nueva York adoptó una propuesta visionaria para desarrollar Manhattan al norte de la calle 14 con una cuadrícula de calles regular. La lógica económica subyacente al plan, que requería doce avenidas numeradas que corrían de norte a sur, y 155 calles transversales ortogonales, era que la regularidad de la cuadrícula proporcionaría un medio eficiente para desarrollar nuevas propiedades inmobiliarias. Frederick Law Olmsted, el diseñador de Central Park, lo desaprobó.
Una de las vías más famosas de la ciudad, Broadway, es una de las calles urbanas más largas del mundo. Otras calles famosas incluyen Park Avenue y Fifth Avenue. La Calle 42  es la capital del teatro estadounidense. El Grand Concourse, inspirado en los Campos Elíseos de París, es la calle más notable del Bronx. El movimiento City Beautiful inspiró bulevares similares en Brooklyn, conocidos como avenidas.